# Chinese Zodiac
Série
Opération Condor
(1991)
Pour plus de détails, voir Fiche technique et Distribution.
Chinese Zodiac (Shí-èr Shēngxiāo CZ12 十二生肖) est un film sino-hongkongais de Jackie Chan, sorti en 2012. Ce film fait suite à Mister Dynamite (1986) et Opération Condor (1991).

## Synopsis
12 têtes en bronze représentant les signes du zodiaque Chinois auraient été volées en 1860 durant le sac du Palais d'été par les armées britannique et française en représailles. De nos jours, un comte anglais fait don de la tête du « chien » à un musée chinois, pendant que Lawrence Morgan, un homme d'affaires n'agissant pas toujours de façon légale, met aux enchères les têtes du « bœuf », du « singe », du « tigre », du « cochon » et du « cheval », des hommes d'affaires chinois et patriotiques dépensant plusieurs millions pour les acquérir. Plus le temps avance et plus ces fameuses têtes en bronze prennent de la valeur. Lawrence sent qu'il y a moyen de se faire encore plus d'argent. Il décide alors d'engager JC « Le Faucon » pour retrouver les têtes du « rat », du « lapin », du « coq », de la « chèvre », du « serpent » et du « dragon ».

## Fiche technique
- Titre international : Chinese Zodiac
- Titre original : Shi Er Sheng Xiao CZ12 (十二生肖 CZ12)
- Réalisation : Jackie Chan
- Scénario : Jackie Chan, Stanley Tong, Edward Tang et Frankie Chan
- Musique : Nathan Wang et Gary Chase
- Photographie : Horace Wong, Ng Man-Ching, Ben Nott et Jackie Chan
- Montage : Yau Chi Wai
- Direction artistique : Jackie Chan et Oliver Wong
- Costumes : Kitty Chau et Kwok Big Yan
- Production : Jackie Chan, Wang Zhongei, Barbie Tung, Zhang Dajun, Albert Lee et Esmond Ren

Producteur délégué : Brett Ratner (non crédité au générique)
- Sociétés de production : Jackie & JJ Productions Limited, Huayi Brothers Media Corporation, Emperor Film Production Company Limited
- Distribution : Emperor Motion Pictures (Monde), Splendid Film (Belgique - TV, VOD), Universal Pictures Video (France)
- Genre : action, comédie, aventures
- Durée : 120 minutes
- Budget : 26 000 000 $
- Pays d'origine :  Hong Kong et  Chine
- Langues originales : anglais, mandarin et français
- Format : Couleur 2.35:1 - son Dolby Digital
- Dates de sortie[2] :
  - Hong Kong : 9 décembre 2012 (Festival international du film de Hong Kong)
  - Hong Kong, Chine : 20 décembre 2012
  - France : 10 juin 2014 (DVD et Blu-ray[3])

## Distribution
- Jackie Chan (VF : William Coryn) : J.C. « Le Faucon » (Asian Hawk en anglais)
- Oliver Platt (VF : Jean-Loup Horwitz) : Lawrence Morgan
- Zhang Lanxin (VF : Julie Dumas) : Bonnie
- Kwon Sang Woo (VF : Benjamin Gasquet) : Simon
- Liao Fan : David
- Yao Xingtong (VF : Fily Keita) : Coco
- Pierre-Benoist Varoclier : Léon
- Qinxiang Wang (VF : Jérôme Keen) : Professeur Guan
- Laura Weissbecker (VF : elle-même) : Catherine de Sichel
- Vincent Sze (VF : Pierre Tessier) : Michael Morgan
- Jonathan Lee : Jonathan
- Alaa Safi : Vautour
- Caitlin Dechelle : Katie
- Rosario Amadeo (VF : lui-même) : Pierre
- Ken Lo : un pirate
- Shu Qi : la femme de David (caméo)
- Daniel Wu : le docteur (caméo)

## Production

### Genèse du projet
Dès 2007, Jackie Chan annonce son envie de clore sa saga fétiche avec un 3e film.

### Tournage
La course-poursuite en buggy rollin, visible dans la première bande-annonce, a nécessité pas moins d'un mois et demi de tournage et l'équivalent de 10 millions de dollars.
Lieux de tournage
- Vanuatu[5]
- Jelgava en Lettonie
- Australie
- Pékin en République populaire de Chine
- Paris en France (quais de Seine, Trocadéro, Palais de Tokyo[6].)
- Château de Courances en France[6]
- Château de Chantilly en France[6]
- Taïwan

## Accueil

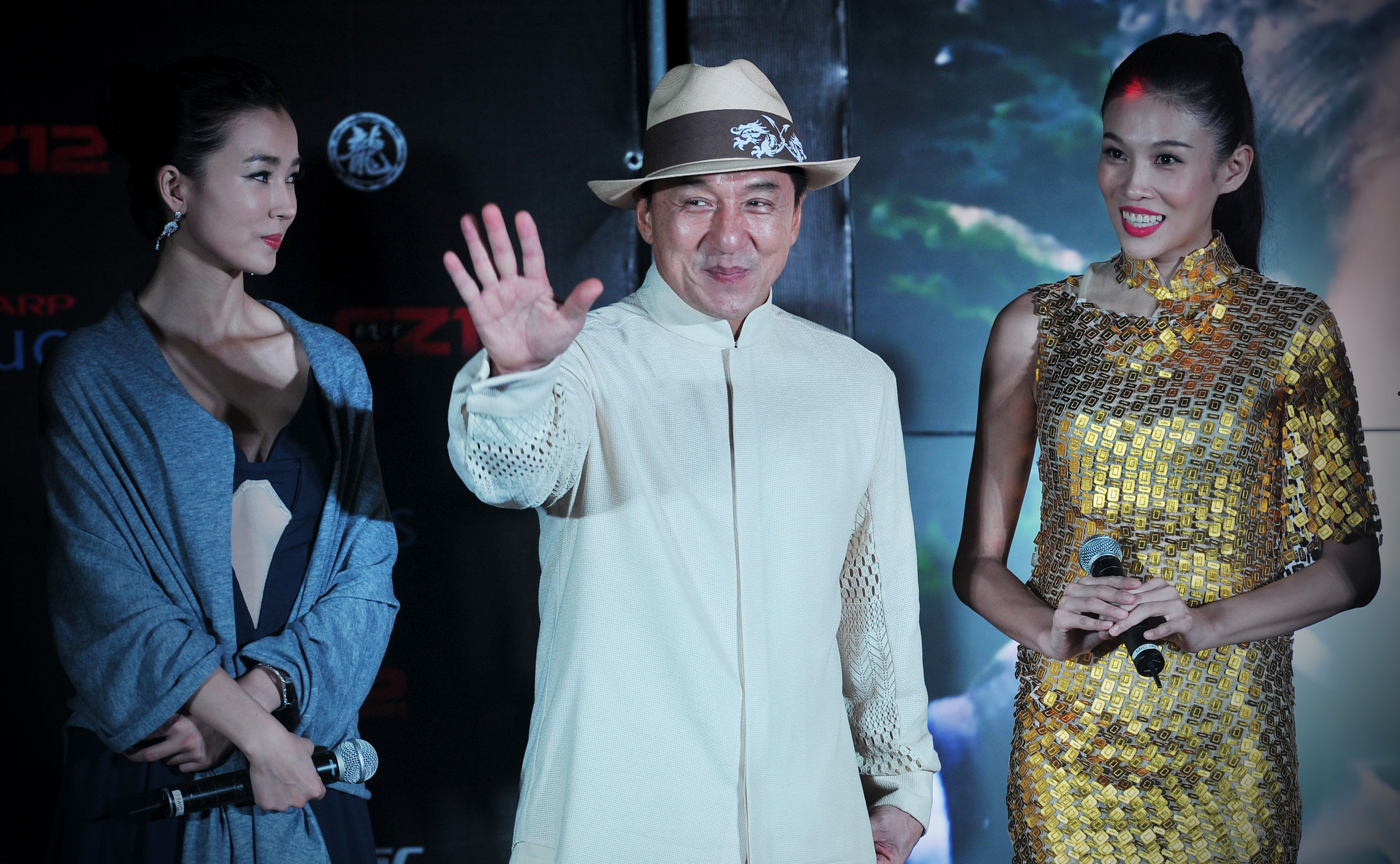
Jackie Chan et ses partenaires Zhang Lanxin et Helen Yao en décembre 2012 pour la présentation du film à Kuala Lumpur

### Critiques
Le film reçoit des critiques négatives. Sur l'agrégateur américain Rotten Tomatoes, il récolte 25% d'opinions favorables pour 8 critiques et une note moyenne de 5,1⁄10. Sur Metacritic, il obtient une note moyenne de 29⁄100 pour 4 critiques.
La version hongkongaise de Time Out note le film 2⁄5. Le South China Morning Post le 1,5⁄5 en précisant que « CZ12 ressemble à une compilation cheap en DVD imitant les vieux classiques de Jackie Chan ».
The Hollywood Reporter publie également une critique négative et souligne la longueur du film et le manque d'arts martiaux et de cascades pour lesquels Jackie Chan est célèbre. Variety écrit également une critique négative.

### Box-office
À Hong Kong, le film enregistre 11,7 millions de dollars hongkongais. Il réalise par ailleurs le meilleur résultat d'un film chinois au box-office taiwanais. Le film marche également très bien en Chine, avec 145 millions de dollars américains de recettes (soit l'un des meilleurs résultats en Chine),.

## Distinctions principales

### Récompenses
- Hong Kong Film Awards 2013 : meilleure chorégraphie d'action pour Jackie Chan[17]
- Huading Awards 2013 : meilleure révélation pour Zoe Zhang
- Golden Horse Film Festival and Awards 2013 : meilleure chorégraphie d'action pour Jackie Chan et Jun He
- Guinness World Record Awards 2015 : le plus de crédits au générique d'un seul film pour Jackie Chan

### Nominations
- Hamilton Behind The Camera Awards 2013 : meilleure chorégraphie d'action pour Jackie Chan
- Festival du film des étudiants de Pékin 2013 : meilleure révélation pour Zoe Zhang, meilleurs effets spéciaux
- Hong Kong Film Awards 2013 : meilleur montage, meilleurs effets visuels et meilleure révélation pour Zoe Zhang

## Trilogie
- 1986 : Mister Dynamite (Longxiong hudi) (龍兄虎弟) de Jackie Chan et Eric Tsang
- 1991 : Opération Condor (Fei ying gai wak) de Jackie Chan
- 2012 : Chinese Zodiac (Shi Er Sheng Xiao) de Jackie Chan